# Bombardier Global 5000
O Bombardier Global 5000 é um jacto executivo fabricado pela Bombardier Aerospace. É uma versão melhorada do Bombardier Global Express com uma estrutura de menor dimensão. 

## Variantes
- Global Express - o modelo original que deu origem a gama de aeronaves global.
- Global 6000 - formalmente oferecido como Global XRS, até maio de 2011.
- Global 5000
- Global 7000
- Global 8000
- Raytheon Sentinel R1 - aeronave de vigilância que usou a estrutura do modelo e que foi equipado pela Raytheon Company.
- E-11A - designação de quatro aeronaves Global Express usados pela Força Aérea dos Estados Unidos como aeronave de comunicações de campo de batalha.[4]

Dados de: Defense Industry Daily